# Thomas Ray (1725-1791)
Thomas Ray (Oostende, 1725 – aldaar, 2 september 1791) was een ondernemer  en reder van Ierse afkomst in Oostende. Hij werd er schepen en burgemeester.

## Leven
Hij was de zoon van Isabella de Duenas en Thomas Ray sr., wiens maritieme handel hij voortzette. In de periode 1752-1778 was hij schepen in Oostende en in de jaren 1778-1788 was hij er burgemeester. Ook was hij er aandeelhouder en directeur van de bank opgericht door de Engelsman William Herries. Dit was de eerste publieke bank op aandelen in Vlaanderen. In 1782 stapte hij in een ander project van Herries, de verzekeringsmaatschappij Compagnie d'Assurance de la Flandre autrichienne.